# Rhus vestita
Rhus vestita là một loài thực vật có hoa trong họ Đào lộn hột. Loài này được Loes. miêu tả khoa học đầu tiên năm 1906.